# 손소연
손소연(1981년 8월 8일 ~ )는 대한민국의 희극 배우이다.

## 출연작

### 방송
- 개그야 (MBC)
- 개그콘서트 (KBS)
- 코미디쇼 웃으면 복이 와요 (MBC)
- 개그시대 (채널A)